# 三宅儀
三宅 儀（みやけ ただし、1902年（明治35年）10月29日 - 1993年（平成5年）5月18日 ）は、岡山県高梁市出身の医学者。京都大学名誉教授。佳木斯医科大学講師、岐阜県立医科大学教授・学長心得（代理）を経て京大医学部教授となる。第21代京都大学医学部附属病院長、国立京都病院長を務めた。

## 経歴

### 生い立ち
1902年（明治35年）に岡山県川上郡大賀村（現：高梁市）で生まれる。その後、1915年（大正4年）旧制岡山県立高梁中学（現：岡山県立高梁高校）へ進学した。同校は、後に三宅の上司となる井上硬の出身校でもあり、三宅も井上と同じ学歴を歩むだけでなく、医者としても同じコースを歩むこととなる。
1920年（大正9年）に卒業し、旧制第六高等学校へ進学する。1923年（大正12年）同校を卒業し、京都帝国大学医学部へ進学する。井上と同じ内分泌科を専攻し、1927年（昭和2年）同校を卒業。

### 医学研究者として
卒業後、内科学第一講座に入局し、辻寛治京大教授の下で内科学、特に内分泌学や気管支喘息の研究に当たり、京大医学部副手として働く傍ら、1929年（昭和4年）には、京都帝国大学大学院医学専攻へ進学するが、すぐに中退する。しかし、そのまま、京大病院へ勤務し続け、1932年（昭和7年）7月31日に京都帝国大学助手（医院勤務）となった。翌年、1933年には、京大医学部講師となり、その後、医学部附属医院寄宿舎医員、看護婦産婆養成所看護婦科講師を経て、1939年（昭和14年）に井上硬教授が辻の後を継いだため、1940年（昭和15年）4月19日、37歳のときに京都帝国大学助教授となり、その研究を助けた。
1941年（昭和16年）8月15日、京都大学から満州国へ出張を命ぜられ、満州国政府嘱託となり、佳木斯医科大学講師を務めた。三宅は、約3ヶ月の満州出張を終えた後、1944年（昭和19年）6月25日付で、日本の第二次世界大戦における戦況悪化に伴い、一旦京都帝国大学助教授を退職し、翌日から大日本帝国海軍技師となり、海軍地区南方資源調査団を前身とするマカッサル研究所所員となる。しかし戦況の悪化から1945年（昭和20年）5月に同研究所は解散となる。その後日本は敗戦した。
三宅は第二次世界大戦後、1947年（昭和22年）6月28日に再度、京都大学助教授へ復職し、岐阜県立大学教授を経て、1952年（昭和27年）、岐阜県立医科大学教授に転任する。同大学では、54歳のとき学長心得（学長代理）として、任期の残っていた後藤基幸の後を継いだ。そして、戦時中に著しい進歩をみた欧米の各種ホルモン測定の新技術をいち早く導入し、放射性ヨードを応用した甲状腺疾患の診断・治療法を開発した。日本の内分泌学再建の立役者となり、内分泌学界をリードした。1957年（昭和32年）5月16日、菊池武彦教授の後を継いで、京都大学医学部内科学第二講座の教授に就任する。1958年（昭和33年）には、日本糖尿病学会の設立に貢献し、糖尿病の知識普及に努めた。
その後、内分泌学の進歩とともに若い研究者が三宅の元へ多く集まり、数多くの業績を次々に発表したことにより、日本の内分泌学の第一人者の地位を獲得する。これを受け、1963年（昭和38年）1月16日、60歳のときに第21代京都大学医学部附属病院長へ就任する。旧制高梁中学（現：岡山県立高梁高校）出身者では、井上硬に次いで2人目の京大病院長となった。同日には、京都大学評議員にも就任し、同年には、日本医師会医学賞を受賞する。
その後、約2年京大病院長・京大評議員を務めた後、両職を1965年（昭和40年）に退任し、1966年（昭和41年）4月1日、京都大学教授を退官する。翌年、1967年（昭和42年）には、国立京都病院の病院長となった。1973年（昭和48年）まで、同病院長を務め、同年、勲二等旭日重光章を受賞する。

### 三宅賞の創設
1974年（昭和49年）6月11日、71歳のとき京都大学より名誉教授を授与される。1981年（昭和56年）には、日本甲状腺学会により、三宅のこれまでの同分野における貢献を称えて、三宅賞が創設される。同賞は、甲状腺分野で多大な貢献があった者へ贈られている。
1993年（平成5年）5月18日、午前7時48分、呼吸不全のため京大附属病院で死去、90歳であった。

## 主な著書
- 『内分泌学第1』朝倉書店、1963年（共著者：山本清）
- 『内分泌学第2』朝倉書店、1963年（共著者：山本清）